# Cacique Manaure
Cacique Manaure è un comune del Venezuela situato nello stato del Falcón.
Il capoluogo del comune è la città di Yaracal.